# Villars-Burquin

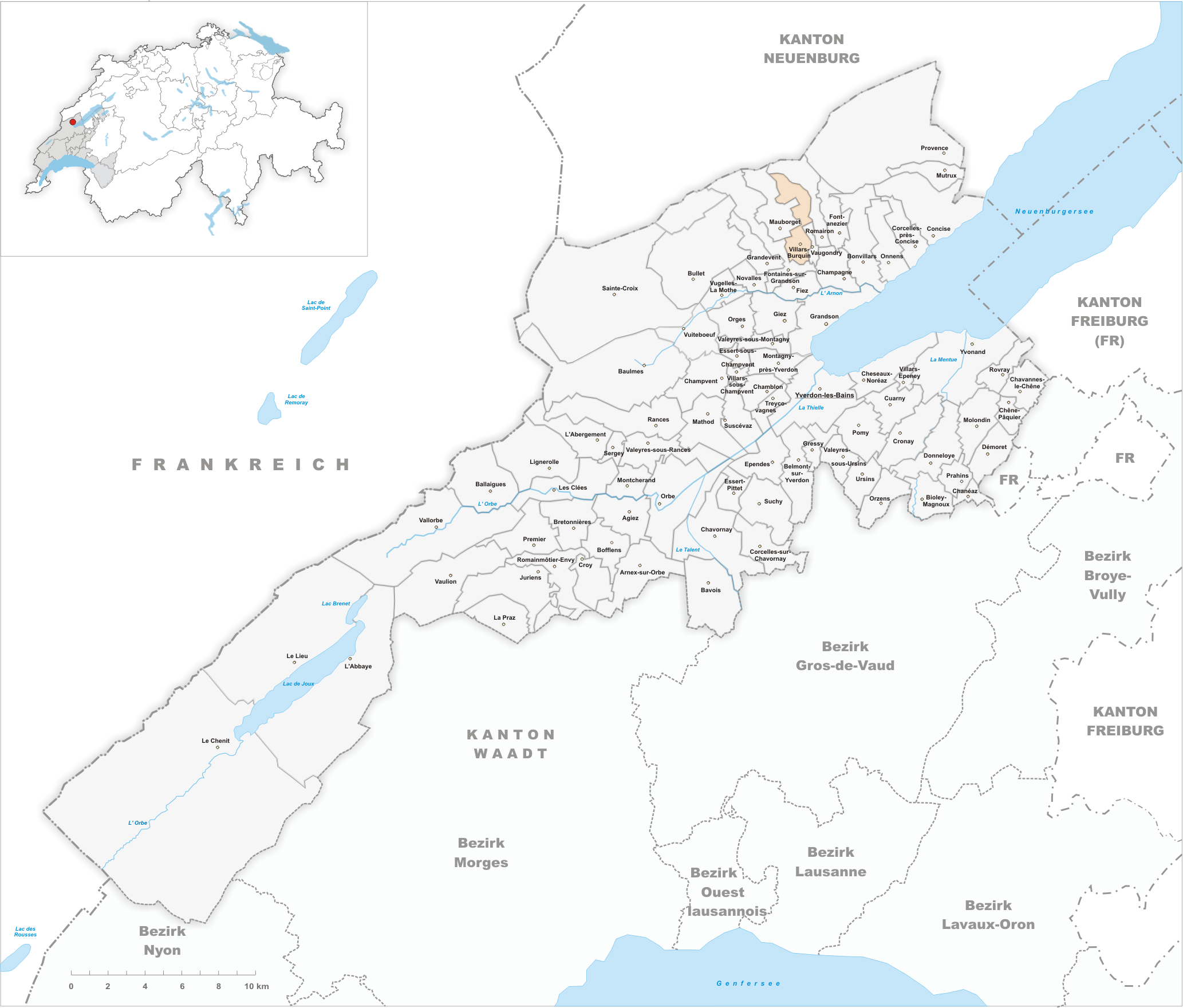
Gemeindestand vor der Fusion am 30. Juni 2011

Villars-Burquin war eine politische Gemeinde im Distrikt Jura-Nord vaudois des Kantons Waadt in der Schweiz. Am 1. Juli 2011 schloss sich die Gemeinde Villars-Burquin mit Romairon, Vaugondry und Fontanezier zur neuen Gemeinde Tévenon zusammen.

## Geographie
Villars-Burquin liegt auf 750 m ü. M., sieben Kilometer nördlich der Bezirkshauptstadt Yverdon-les-Bains (Luftlinie). Das Dorf erstreckt sich am Jurasüdhang, in aussichtsreicher Lage rund 300 m über dem Seespiegel des Neuenburgersees.
Die Fläche des 4,8 km² grossen ehemaligen Gemeindegebiets umfasst einen schmalen Abschnitt auf der Antiklinale der Chasseron-Kette. Der Gemeindeboden reicht vom Jurafuss nordwärts über den Hang von Villars-Burquin und den bewaldeten Steilhang La Côte bis auf den Kamm von En Tévenon (1345 m ü. M.). Nördlich dieser Krete erstreckt sich ein schmaler Zipfel über die Mulde Creux aux Chèvres und die Waldhöhe La Joux, die mit 1432 m ü. M. die höchste Erhebung der Gemeinde bildet, bis in das Tal des Baches Bied oberhalb der Schlucht Poëta Raisse. Der Bach gehört zum Einzugsgebiet der Areuse. Von der Gemeindefläche entfielen 1997 6 % auf Siedlungen, 61 % auf Wald und Gehölze und 33 % auf Landwirtschaft.
Zur Gemeinde Villars-Burquin gehörten einige Einzelhöfe, die weit verstreut auf den Jurahöhen liegen. Nachbargemeinden von Villars-Burquin vor der Fusion waren Fontaines-sur-Grandson, Mauborget, Romairon und Vaugondry.

## Bevölkerung
Mit 571 Einwohnern (Stand 31. Dezember 2010) gehörte Villars-Burquin zu den kleineren Gemeinden des Kantons Waadt. Von den Bewohnern sind 91,3 % französischsprachig, 4,8 % deutschsprachig und 0,8 % italienischsprachig (Stand 2000). Die Bevölkerungszahl von Villars-Burquin belief sich 1900 auf 302 Einwohner, danach erlitt das Dorf durch starke Abwanderung bis 1970 einen Rückgang auf 138 Einwohner. Seither wurde eine markante Bevölkerungszunahme verzeichnet.

## Wirtschaft
Villars-Burquin war bis in die zweite Hälfte des 20. Jahrhunderts ein hauptsächlich durch die Landwirtschaft geprägtes Dorf. Heute wird im unteren Gemeindegebiet vorwiegend Ackerbau, auf den Jurahöhen hingegen Viehzucht und Milchwirtschaft betrieben. Weitere Arbeitsplätze gibt es im lokalen Kleingewerbe. In den letzten Jahrzehnten hat sich Villars-Burquin dank seiner schönen und recht gut erreichbaren Lage zu einer Wohngemeinde entwickelt. Die grosse Mehrheit der Erwerbstätigen sind deshalb Wegpendler, die vor allem in Yverdon arbeiten.

## Verkehr
Villars-Burquin liegt abseits der grösseren Durchgangsstrassen an der Kantonsstrasse von Grandson nach Mauborget. Der nächste Anschluss an die Autobahn A5 (Yverdon–Neuenburg) befindet sich rund 6 km vom Ortskern entfernt. Durch den Postautokurs, der von Yverdon nach Mauborget verkehrt, ist Villars-Burquin an das Netz des öffentlichen Verkehrs angebunden.

## Geschichte
Der Name Villars-Burquin existiert erst seit dem 17. Jahrhundert. Der Ort wurde früher auch als chez le Roy bezeichnet; auch die Schreibweise Villars-Bourquin erschien in den Urkunden. Villars-Burquin gehörte zur Herrschaft Grandson. Nach 1476 wurde Grandson eine Vogtei unter der gemeinen Herrschaft von Bern und Freiburg. Nach dem Zusammenbruch des Ancien Régime gehörte das Dorf von 1798 bis 1803 während der Helvetik zum Kanton Léman, der anschliessend mit der Inkraftsetzung der Mediationsverfassung im Kanton Waadt aufging. Erst 1844 entstand die selbständige Gemeinde Villars-Burquin nach der Abtrennung von Fiez. Heute ist das Dorf mit seiner Kirche Pfarreigemeinde für die umliegenden Ortschaften am Hang La Côte.